# اللغة الكيشية
اللغة الكيشية لغة يتحدثها الكيشيين في جبال زاغروس في إيران وجنوب بلاد ما بين النهرين منذ نحو القرن الثامن عشر إلى القرن الرابع قبل الميلاد. حكم ملوك من أصول كيشية بابل من القرن السادس عشر إلى القرن الثاني عشر قبل الميلاد،  حتى أطاح بهم العيلاميون. نظرًا لأنه لا يُعرف سوى بضع عشرات من الكلمات، لم يتم ربط  اللغة الكيشية  بشكل واضح بأي أسرة لغوية حية أو ميتة، فإن الكيشية  تعدّ لغة غير مصنفة في الوقت الحاضر، وربما تكون معزولة أو تنتمي إلى اللغات الحورو- اوراتية.

## كلمات
بناءً على للنصوص المسمارية المعروفة حاليا، كانت اللغة الأكادية السامية للبابليين الأصليين تستخدم في الغالب للمعاملات الاقتصادية خلال فترة الكيشيين، مع استخدام اللغة السومرية للنقوش التذكارية المهمة.
أما آثار اللغة الكيشية قليلة ومنها:
- مفردات كاشيية -بابلية مع 48 إدخالاً، تسرد المعادلات ثنائية اللغة لأسماء الآلهة، الأسماء الشائعة، الأفعال، والصفات، مثل:
  - دكش : نجم
  - حشمار: صقر
  - إياشو: بلد
  - جانزي: ملك
  - مشحو: إله
  - ميرياش: عالم سفلي
  - سيمبار: شاب
  - شمدي: إعطاء[1]
- ترجمة 19 مفرد كاشيا في العمود الرابع من قائمة أسماء العصر الآشوري الجديد، التي تتعارض أحيانًا مع المعلومات الواردة في المفردات الكيشية البابلية؛ [2]
- مراجع متفرقة في القوائم المعجمية الأكادية إلى رديفاتها في الكيشية للأسماء الإلهية والنباتات وما إلى ذلك.
- العديد من الأسماء الشخصية في مجموعة متنوعة من الوثائق باللغة الأكادية، بشكل أساسي من بابل (خاصة في الحقبة 1360-850 قبل الميلاد)، من نوزي ومن إيران, تشمل أسماء آلهة وأشخاص واماكن وخيليات؛
- مصطلحات الفنية المتعلقة بتربية الحيوانات، بما في ذلك العلامات والتسميات الملونة للخيول والحمير، الموجودة في الوثائق الأكادية ، مثل تلك الموجودة في قائمة أسماء الخيول الكيشية[3]
- كلمات كيشية متفرقة.

عدم وجود نصوص باللغة الكيشية يجعل إعادة بناء قواعد اللغة مستحيلا في الوقت الحاضر.
العلاقات اللغوية للغة الكيشية غير واضحة، على الرغم من أنه من المتفق عليه عمومًا أنها ليست لغة سامية ؛ تبقى العلاقة مع اللغة العيلامية مشكوك فيها.
تم اقتراح علاقة عضوية مع عائلة اللغات الحورو- اوراتية  بناءً على عدد من الكلمات. ليس من الواضح ما إذا كانت الكيشية لغة مميزة في شعبة حورو- اوراتية، أو مجرد لهجة جنوبية من الحورية. في حال صدقت فرضية كون الكيشية لهجة من الحورية فيمكن الافتراض بأن الكيشيين كانوا مجرد قبيلة من الحوريين الذين امتدوا من الشمال إلى الجنوب واستقروا في بلاد ما بين النهرين. من ناحية أخرى. اما إذا كانت الكيشية متشعبة من لغة حورو- اوراتية شعبة حورو- اوراتية، فإن هذا يشير إلى أن الحورو- اوراتية كانت مجموعة لغوية أكبر وأكثر أهمية وامتداد في المنطقة مما لاحظه خبراء التاريخ.

## استشهادات
1. ↑  Theophilus G. Pinches (1917). "The Language of the Kassites". Journal of the Royal Asiatic Society: 102–105. JSTOR:25189508. on Archiv Tablet BM 93005.
2. ↑  Tablet K. 4426 + Rm 617 (II R 65, No. 2; V R 44, treated in Balkan, Kassitenstudien, pp. 1–3)
3. ↑  Tablet CBS 12617.
4. ↑  Schneider, Thomas (2003). "Kassitisch und Hurro-Urartäisch. Ein Diskussionsbeitrag zu möglichen lexikalischen Isoglossen". Altorientalische Forschungen (بالألمانية) (30): 372–381. Archived from the original on 2021-07-09.